# Maggie Lynes
Margaret Tracey Lynes, detta Maggie (19 febbraio 1963), è un'ex sollevatrice e pesista britannica ricordata per essere stata la prima donna inglese a gareggiare in due sport differenti ai Giochi del Commonwealth.

## Carriera

### Atletica leggera
Rappresentò l'Inghilterra nel getto del peso ai Giochi del Commonwealth nel 1994 (piazzandosi al sesto posto), e nel 1998 (classificandosi settima), e la Gran Bretagna ai campionati europei del 1994. Vinse complessivamente 22 medaglie agli AAA Championships, UK Athletics Championships e AAA Indoor Championships tra il 1986 e il 1998, vincendo due volte i titoli AAA Indoor nel 1993 e 1994, arrivando seconda ai campionati britannici del 1993, e seconda ai campionati AAA del 1995.

### Sollevamento pesi
Ha gareggiato per la Gran Bretagna anche nel sollevamento pesi ed è stata una delle pioniere del sollevamento pesi competitivo femminile. Ai campionati europei vinse un bronzo a Manchester nel 1989 e un argento a Santa Cruz de Tenerife nel 1990 nel totale dell'esercizio. Complessivamente conquistò sei medaglie considerando anche quelle nelle singole specialità, tra le quali due d'oro nello slancio. Ai campionati mondiali di Manchester nel 1989 finì al quarto posto nello slancio poiché Carol Cady, che si piazzò terza, aveva un peso corporeo leggermente inferiore.
Gareggiò per l'Inghilterra nel sollevamento pesi ai Giochi del Commonwealth del 2002, dove si classificò sesta con 175 kg., diventando la prima atleta inglese a competere in due sport diversi ai Giochi del Commonwealth.
Dopo il ritiro dall'attività agonistica, venne nominata team manager dell'Inghilterra per la squadra di sollevamento pesi ai Giochi del Commonwealth del 2010 e del 2014.